# El Rodeo

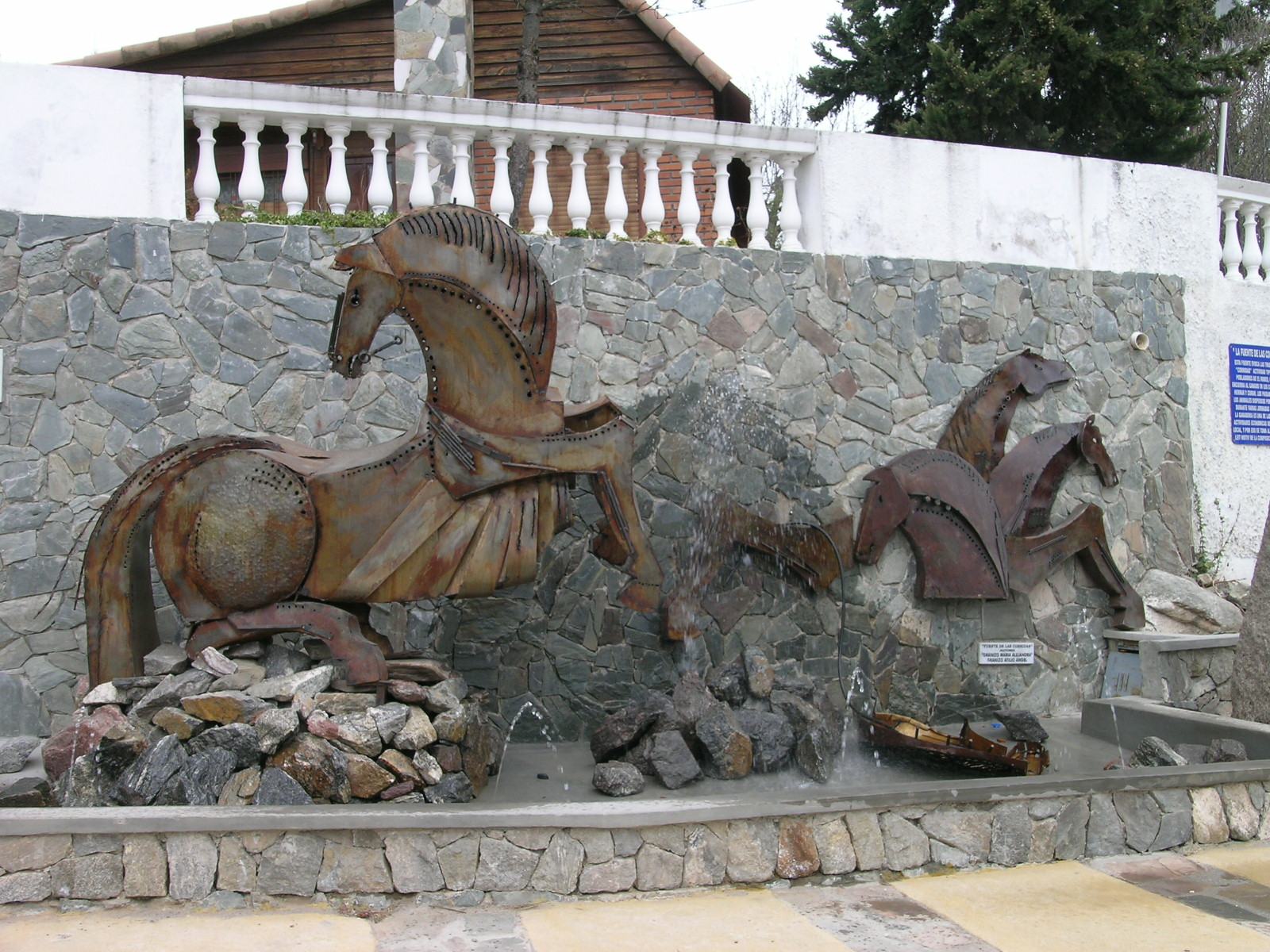
La Fuente de las Corridas

El Rodeo oder Rodeo ist ein Ort im Departamento Ambato in der Provinz Catamarca im Nordwesten Argentiniens. Er ist ein Urlaubsort auf 1.275 Metern Höhe zu Füßen der Sierras de Ambato. Die Entfernung zur Provinzhauptstadt San Fernando del Valle de Catamarca beträgt 35 Kilometer. In der Klassifikation der Gemeinden Catamarcas gehört El Rodeo zu den Gemeinden (municipio) der 3. Kategorie.

## Tourismus
Das frische und angenehme Mikroklima zieht im Sommer vor allem die Provinzhauptstädter an, die hier über ein Sommerhaus verfügen oder sich in die Hotels einmieten beziehungsweise die zahlreichen Campingplätze nutzen. Von El Rodeo aus lassen sich Trekking- oder Reittouren in die umliegenden Berge unternehmen. Weitere touristische Aktivitäten sind Bäder in den Bergbächen, Angeln und der Besuch der Folklorefestivals im Januar und Februar.